# Seasick Steve

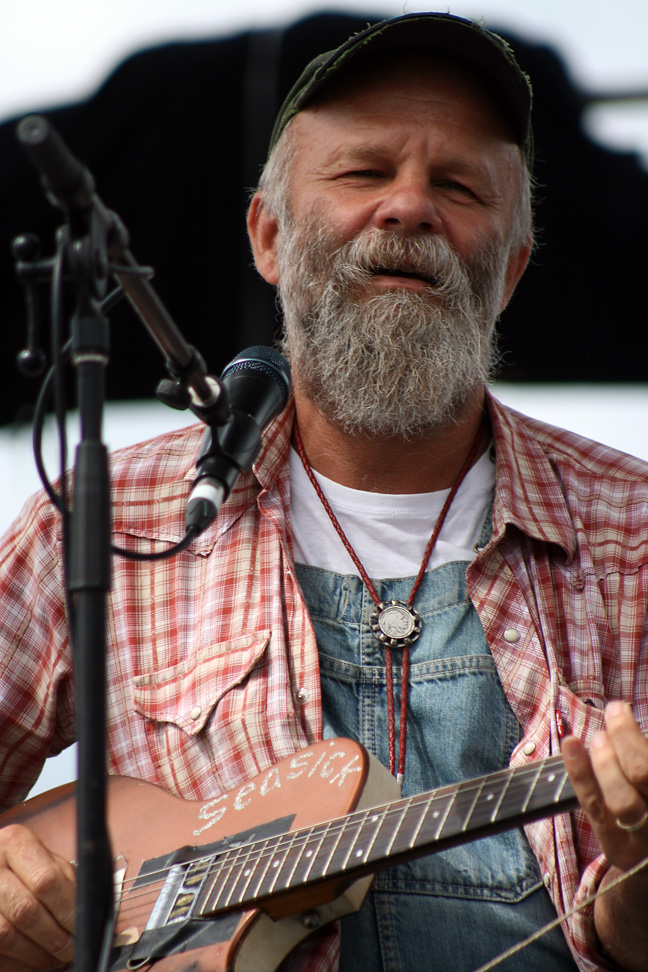
Seasick Steve, mars 2008

Steven Gene Wold, känd under artistnamnet Seasick Steve, född 1951 i Oakland, Kalifornien, är en amerikansk musiker, låtskrivare och sångare. Han spelar bland annat gitarr och banjo. 
Seasick Steve har samarbetat med ett flertal artister, däribland indierockbandet Modest Mouse som han producerat album för, exempelvis This Is a Long Drive for Someone with Nothing to Think About.

## Diskografi

### Album
- 2004 – Cheap (Dead Skunk Records)
- 2006 – Dog House Music (Bronzerat Records)
- 2008 – I Started Out with Nothin and I Still Got Most of It Left (Warner Bros. Records/Bronzerat Records)
- 2009 – Man from Another Time (Atlantic Records, Rykodisc)
- 2010 – ...Songs For Elisabeth (Atlantic Records, Rykodisc)
- 2011 – You Can't Teach An Old Dog New Tricks (Play It Again Sam)

### EP-skivor
- 2008 – It's All Good (Bronzerat Records)

### Singlar
- 2007 "Dog House Boogie"
- 2008 "Cut My Wings"
- 2008 "It's All Good"
- 2008 "St. Louis Slim"
- 2009 "Walkin' Man"
- 2009 "That's All"

## Galleri

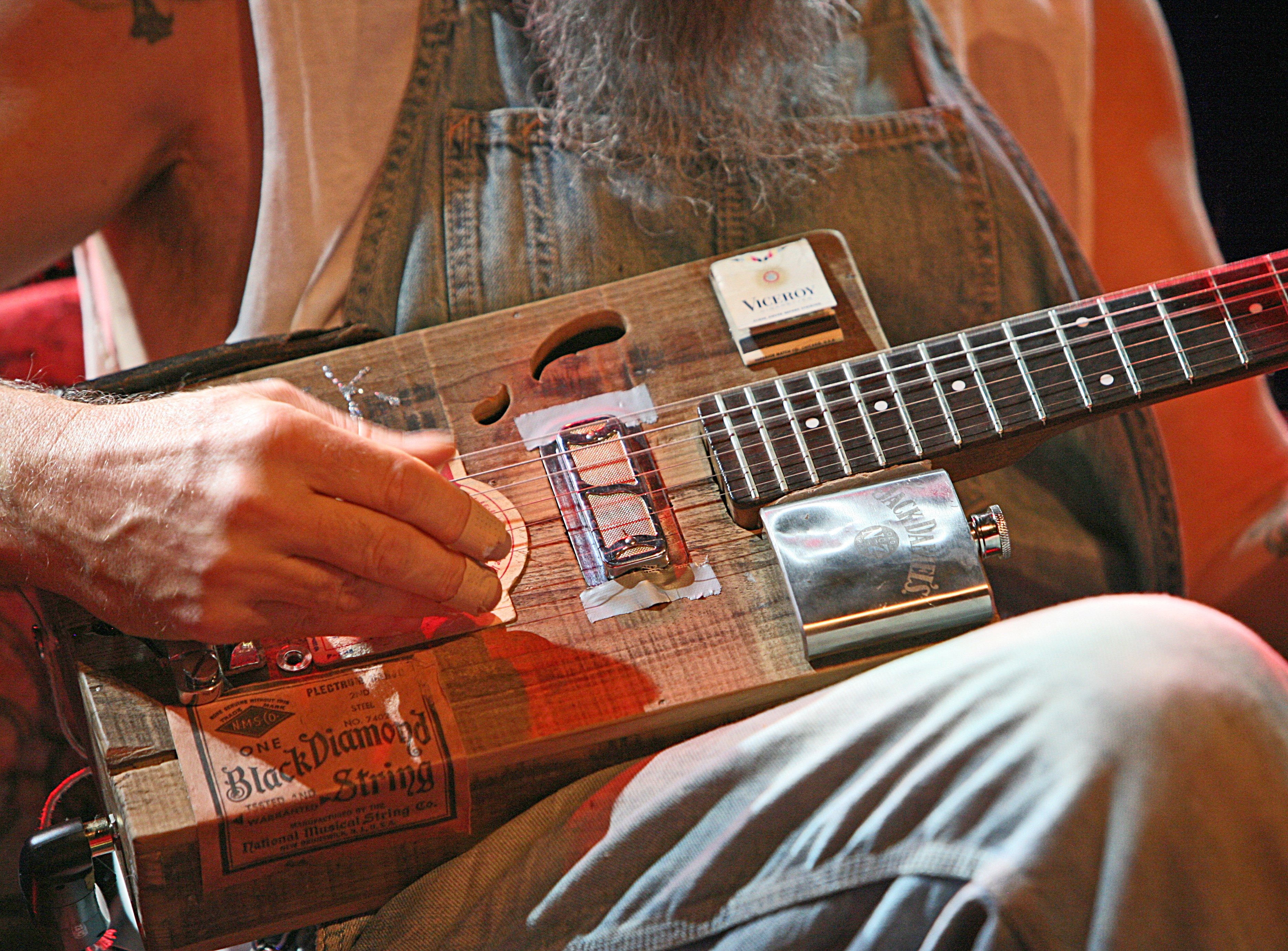
Seasick Steve på Debaser, Stockholm 2009
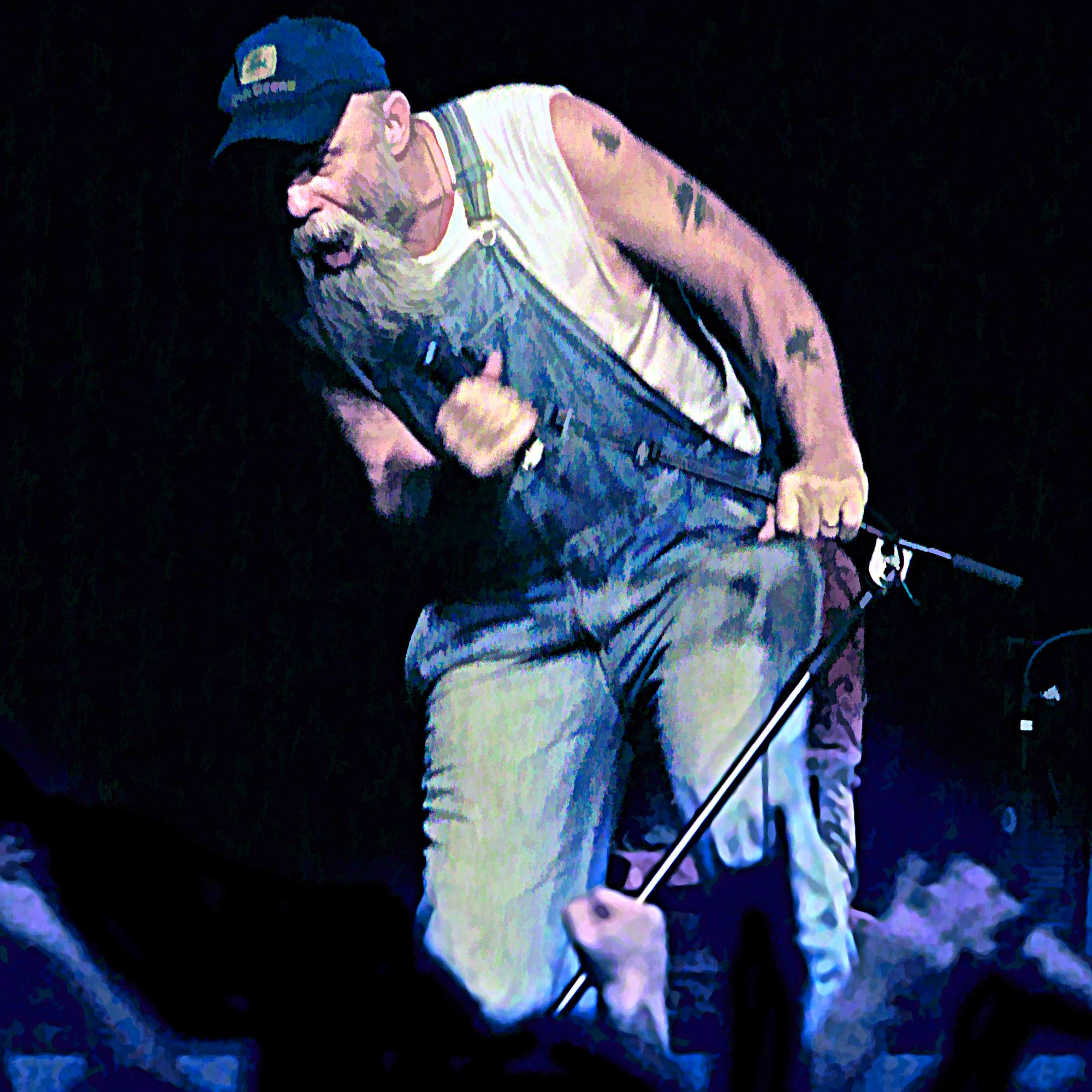
Seasick Steve på Debaser, Stockholm 2009
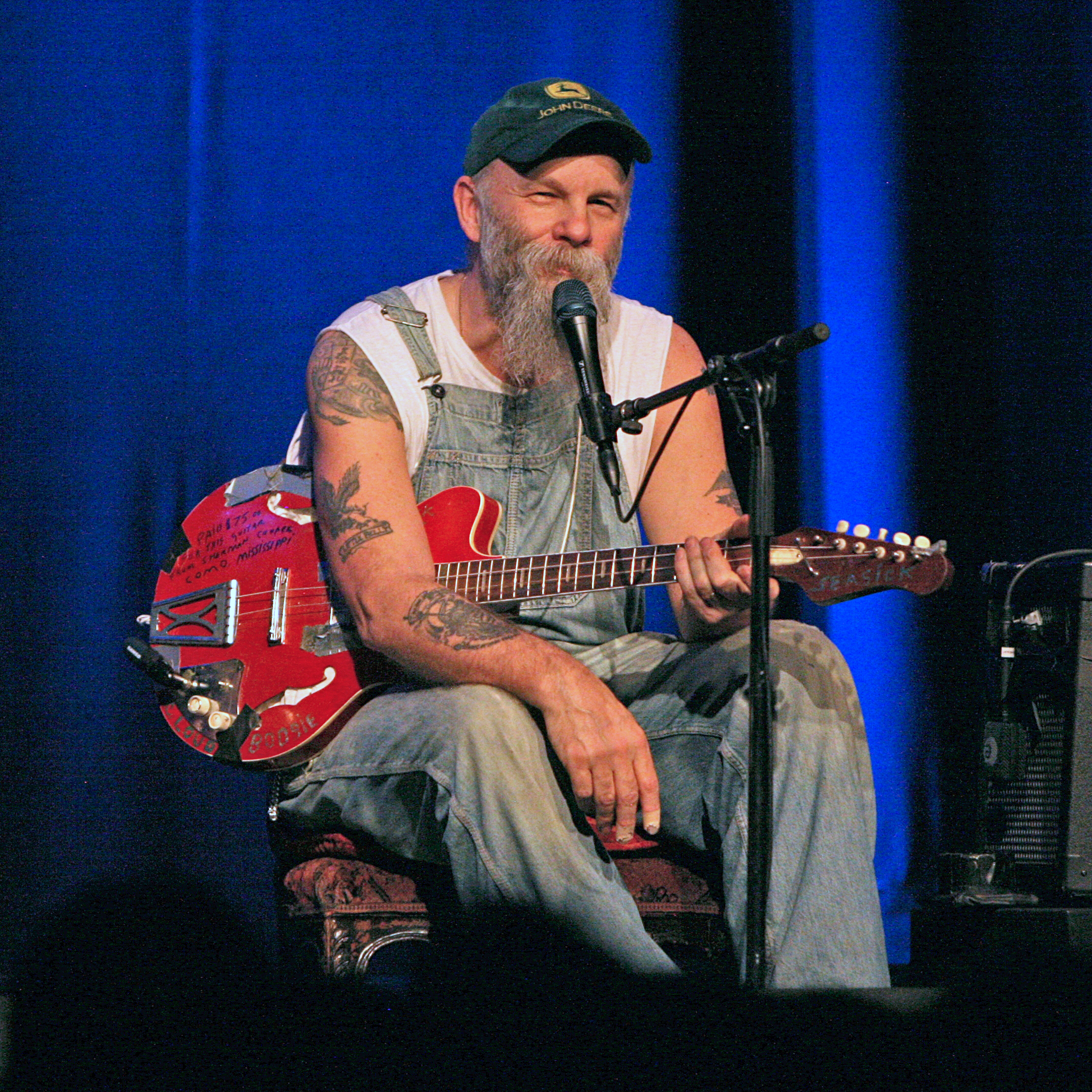
Seasick Steve på Debaser, Stockholm 2009